# Gare de Shakudo
La gare de Shakudo (尺土駅, Shakudo-eki) est une gare ferroviaire située à Katsuragi, dans la préfecture de Nara au Japon. Elle est exploitée par la compagnie Kintetsu.

## Situation ferroviaire
La gare est située au point kilométrique (PK) 32,3  de la ligne Minami Osaka. Elle marque le début de la ligne Gose.

## Histoire
La gare a été inaugurée le 29 mars 1898.

## Service des voyageurs

### Accueil
La gare dispose d'un bâtiment voyageurs ouvert tous les jours, avec des guichets et des automates pour l'achat de titres de transport.

### Dispositions des quais
- Ligne Minami Osaka:
  - voies 1 et 2 : direction Kashiharajingu-mae et Yoshino
  - voies 3 et 4 : direction Furuichi et Osaka-Abenobashi
- Ligne Gose :
  - voies 1 et 2 : direction Kintetsu-Gose